# Mai 2005
 (mai 2025).
Si vous disposez d'ouvrages ou d'articles de référence ou si vous connaissez des sites web de qualité traitant du thème abordé ici, merci de compléter l'article en donnant les références utiles à sa vérifiabilité et en les liant à la section « Notes et références ».

## Actualités du mois

### Dimanche1ermai2005
- Suisse, Zurich : au moins 6 blessés dans une bagarre qui a dégénéré en fusillade. 5 suspects ont été arrêtés.
- Japon : pas de dégât après un séisme de 4,9 sur l'échelle ouverte de Richter dans l'île de Kyushu.
- Irak : un ressortissant australien pris en otage.
- Allemagne, près de Berlin : important incendie dans un dépôt de pneus.
- Irak : cinq Irakiens avouent le meurtre de l'otage Margaret Hassan.
- Irak : des effets personnels appartenant à l'otage Margaret Hassan, donnée pour morte par Londres, ont été retrouvés.

### Lundi2 mai 2005
- Afghanistan : 3 femmes tuées par des rebelles parce qu'elles travaillaient pour une ONG étrangère.
- Éthiopie : au moins 170 morts et 250 000 déplacés à la suite des inondations qui frappent le pays depuis le 23 avril.
- Afghanistan : 28 morts et 13 blessés dans l'explosion dans un dépôt de munitions.
- Chine : deux accidents de mine font 32 morts.

### Mardi3 mai 2005
- Pakistan : une explosion due au gaz s'est produite dans un immeuble abritant une usine de fabrication de crème glacée à Lahore dans l'est du pays faisant au moins 25 morts et 20 blessés. L'immeuble de deux étages qui abritait également des appartements bon marché s'est entièrement effondré. Trois ou quatre maisons environnantes ainsi que plusieurs véhicules ont également été endommagés.
- Égypte, près de Saqqara : découverte d'une momie exceptionnelle.
- Un séisme modéré frappe l'île de la Crète ; les premières informations ne font état que de dégâts mineurs isolés et aucun blessé. L'Institut de géodynamique d'Athènes a précisé que la secousse avait une magnitude préliminaire de 4,5 sur l'échelle ouverte de Richter et s'est produite à 0 h 30 (21 h 30 UTC) à environ 280 km au sud d'Athènes.
- Somalie : explosion lors d'un meeting du premier ministre, 15 morts et 38 blessés.
- Angola : l'OMS publie un nouveau bilan de l'épidémie de fièvre de Marbourg qui a tué au moins 280 personnes.
- Un séisme de magnitude 5 sur l'échelle de Richter frappe l'ouest de l'Iran : 4 mort et 26 blessés.
- Mort de Bob Hunter, cofondateur de Greenpeace.
- Chine : l'inondation d'une mine le 24 avril dernier, a fait 23 morts et sept disparus (dernier bilan).
- Deux forts séismes frappent le sud de l'île de la Nouvelle-Zélande faisant des dégâts minimes.

### Mercredi4 mai 2005
- Afghanistan : 9 soldats tués et 3 blessés dans un affrontement avec des rebelles dans la province de Kandahar.
- Irak, Bagdad : neuf tués et 17 blessés dans un attentat.
- Togo : Faure Gnassingbé, vainqueur de l'élection présidentielle contestée du 24 avril, a prêté serment.
- Irak, Erbil : 46 morts et 94 blessés dans un attentat suicide.
- Pakistan : le numéro trois d'Al-Qaïda, le libyen Abou Faraj al-Libbi a été arrêté (ministre pakistanais de l'Information).

### Jeudi5 mai 2005
- Indonésie : l'ex-dictateur Soeharto hospitalisé, souffre d'une hémorragie intestinale mais sa condition générale est « assez bonne » selon ses médecins.
- Panama : un séisme de magnitude 6 sur l'échelle ouverte de Richter a été enregistré à 19h12 UTC (21h12 heure de Paris), a annoncé l'Observatoire des sciences de la Terre de Strasbourg. L'épicentre de la secousse était situé à 5,39 degrés de latitude nord et 82,80 degrés de longitude ouest.
- Népal : l'ancien Premier ministre Sher Bahadur Deuba inculpé pour détournement de fonds publics.
- Pakistan : arrestation de 14 islamistes supposés liés à Al-Qaïda.
- Liban : la justice gèle un mandat d'arrêt contre le général Michel Aoun, chef de l'opposition, ouvrant la voie à son retour après 15 ans d'exil.
- États-Unis, New York : explosion devant le consulat britannique : pas de victimes.
- République démocratique du Congo, près de Kisangani : crash d'un Antonov 26 : onze morts.
- France, Amiens : l'ancien basketteur Liberto Tetimadingar, 24 ans a été écroué pour le meurtre de sa mère.
- Irak : 25 tués dans une série d'attaques à Bagdad contre des forces de sécurité.
- France : aéronautique, premier vol du Falcon 7X depuis Bordeaux. C'est le premier avion d'affaires à commandes de vol électriques.

### Vendredi6 mai 2005
- Liban : attentat à Jounieh, 22 blessés (police).
- Yémen : un séisme de 5,3 sur Richter frappe le sud-est du pays sans faire de dégâts ou de victimes.
- Irak : 17 morts et 40 blessés dans un attentat à la voiture piégée sur un marché au sud de Bagdad (police).

- Pakistan : les services de sécurité ont arrêté une cellule d'Al-Qaïda qui préparait un attentat contre le président Pervez Musharraf.
- Royaume-Uni : le chef de l'opposition conservatrice Michael Howard, battu aux législatives, a annoncé qu'il démissionnerait lorsque son parti aura désigné un nouveau chef.
- Irak : 14 corps de personnes exécutées par balle découverts à Bagdad (police).
- Royaume-Uni : le Parti travailliste, dirigé par Tony Blair remporte les élections législatives avec 35,2 % des votes (-5,8 % par rapport à 2001), contre 32,3 % (+0,6 % par rapport à 2001) pour Conservateurs dirigé par Michael Howard et 22,1 % (+3,8 % par rapport à 2001) pour les libéraux-démocrates de Charles Kennedy et 5 % pour autres. Le taux de participation est en baisse par rapport à 2001 avec 57 %. Les résultats définitifs devraient être connus en fin de journée, après le dépouillement des votes en Irlande du Nord.
- Suisse : le conseiller national socialiste Jost Gross est décédé lors d'un match amical de football entre des parlementaires suisses et allemands.

### Samedi7 mai 2005
- Pérou : au moins 40 morts et 16 blessés dans la chute d'un car dans un ravin.
- Royaume-Uni : démission du protestant David Trimble, chef des Unionistes d'Ulster après sa défaite aux législatives.
- Russie : gigantesque incendie dans une entreprise de constructions métalliques à Moscou.
- Birmanie : trois explosions entendues dans 3 centres commerciaux différents, le centre commercial de Dagon, le Trade Centre de Rangoon où la Thaïlande organisait une foire exposition et le Junction-8. Il y aurait au moins 11 morts et 162 blessées.
- Ukraine : explosions dans un dépôt de munitions : neuf blessés.
- Australie : des émeutiers prennent le contrôle de la réception d'une prison de Tasmanie.
- Liban : retour du général Michel Aoun à Beyrouth après quinze ans d'exil en France.
- Australie : un avion bimoteur transportant 15 personnes s'est écrasé dans le nord du pays, vraisemblablement à cause des mauvaises conditions atmosphériques. Il n'y aurait pas de survivants.
- France : hospitalisé, Jean-Pierre Raffarin annula son déplacement à Reims où il devait présider la cérémonie commémorant les 60 ans de la signature de la capitulation militaire allemande. C'est la ministre de la Défense qui le remplaça accompagnée par le ministre délégué aux Anciens combattants et la secrétaire d'État aux personnes âgées.
- Irak : forte explosion à Bagdad sur un marché contre un convoi étranger, 17 tués dont 13 civils irakiens et 4 gardes de sécurité étrangers, qui pourraient être Américains et 33 blessés.
- Belgique : le photographe américain Spencer Tunick rassemble près de 2000 participants nus pour une séance photo à Bruges.

### Dimanche8 mai 2005
- France : mort de Jean Carrière, Prix Goncourt 1972 à l'âge de 76 ans à Nîmes.
- Japon, Tokyo : tremblement de terre de magnitude 4,7.

### Lundi9 mai 2005
- États-Unis : John Hasey, Compagnon de la Libération de nationalité américaine, est mort à Arlington en Virginie à l'âge de 88 ans.
- Colombie : de fortes pluies font 17 morts et 30 blessés.
- Gaza : Ariel Sharon a confirmé que le retrait israélien de la bande de Gaza débuterait après le 14 août.
- Suède : 25 tonnes de pétrole formant une nappe longue de 97 km ont été découvertes au large des côtes suédoises. L'origine de cette pollution maritime n'a pas encore été déterminée.
- Italie : réouverture par le parquet de Rome de l'enquête sur l'assassinat de l'écrivain et cinéaste Pier Paolo Pasolini le 2 novembre 1975, à la suite de déclarations dans une émission de télévision de l'homme qui avait été jugé et condamné à l'époque pour ce meurtre. Celui-ci affirme aujourd'hui être innocent et avoir « avoué » par peur de représailles après avoir reçu des menaces contre lui et sa famille. Le jugement avait souvent prêté à polémiques, les conditions du meurtre n'ayant jamais été élucidées malgré l'enquête.

### Mardi10 mai 2005
- Irak : des hommes armés ont enlevé le gouverneur de la province occidentale d'Al-Anbâr Raja Naouaf Farhan al-Mahalaoui alors qu'il se rendait de Qaïm à Ramadi, chef-lieu de la province. Les ravisseurs ont appelé la famille pour leur annoncer que le gouverneur serait retenu jusqu'au départ des troupes américaines.
- Chine : c'est seulement aujourd'hui que l'on a appris la mort de Zhang Chunqiao, l'un des membres de la Bande des Quatre accusée d'avoir été à l'origine de la violente Révolution culturelle chinoise entre 1966 et 1976. Zhang Chunqiao est mort le 21 avril d'un cancer à l'âge de 88 ans. Il avait été condamné à la réclusion à perpétuité en 1983 mais il avait vu sa sentence réduite un peu plus tard avant d'être libéré pour des raisons médicales en 1998. On ignore encore la raison du retard de l'annonce de ce décès.
- République dominicaine : un accident de la route a fait quatre morts dont un Français et vingt-quatre blessés graves, parmi des couples de sapeurs-pompiers.
- Indonésie : l'île de Sumatra a été frappée par un séisme d'une magnitude 6,6 sur l'échelle de Richter ; pas de victimes ni de dégâts.
- Irak : le groupe islamiste Ansar al-Sunnah détiendrait un otage japonais.

### Mercredi11 mai 2005
- États-Unis, Washington : l'intrusion d'un petit avion de tourisme dans l'espace aérien protégé au-dessus de Washington a provoqué une brève évacuation de plusieurs bâtiments officiels dont la Maison-Blanche et le Capitole, siège du Congrès américain. Selon des responsables de la sécurité, il ne s'agissait pas d'un attentat. L'alerte a débuté à 11h28 locales (17h28 en France) quand les radars de l'administration fédérale de l'aviation civile (FAA) ont repéré l'avion, un petit Cessna 150, monomoteur biplace à hélice. L'appareil a pénétré dans l'espace aérien restreint, s'approchant jusqu'à cinq kilomètres de Washington selon le porte-parole de la Maison-Blanche, Scott McClellan. Deux hélicoptères Black Hawk et des chasseurs de l'armée de l'air ont été rapidement envoyés sur les lieux. Le Cessna a été intercepté et dérouté sous escorte vers un petit aérodrome de Frederick, localité de l'État voisin du Maryland. Interpellés dès l'atterrissage, les deux occupants de l'appareil étaient entendus par la police à l'aérodrome de Frederick. D'après les premières constatations, il s'agit de pilotes égarés. Membres d'un aéroclub de Pennsylvanie, les pilotes, Jim Sheaffer et Troy Martin, se rendaient à un meeting aérien à Lumberton, en Caroline du Nord. George W. Bush, sorti faire de la bicyclette dans un parc de Beltsville (Maryland), ne se trouvait pas à la Maison-Blanche. Par contre, son épouse, Laura Bush, ainsi que Nancy Reagan, la veuve de l'ancien président Ronald Reagan, s'y trouvaient au moment de l'alerte, et ont été mises à l'abri dans le bunker de la Maison-Blanche. Le vice-président Dick Cheney qui se trouvait également à la Maison-Blanche, a quant à lui été évacué vers un autre bâtiment. Le Congrès, le ministère du Trésor et la Cour Suprême ont également été évacués. Au Congrès, des policiers armés ont couru dans les couloirs, ordonnant aux personnes présentes d'évacuer les lieux sans délai. En disant « Ce n'est pas un exercice! », tandis que les sirènes résonnaient et que des jets militaires survolaient la ville. Le député républicain de l'Ohio Bob Ney a indiqué aux journalistes que les gens ont été surpris, qu'ils criaient, qu'ils pensaient que quelque chose venait d'arriver. L'assistante du sénateur républicain Pat Roberts, Sarah Little, a expliqué que les ordres d'évacuation ont été transmis sur de petits terminaux portatifs dont disposent les membres du Congrès. et que ce message parlait d'une menace aérienne imminente. En juin 2004, une panne radio avait provoqué une alerte débouchant sur l'évacuation du Capitole. Les autorités redoutaient une attaque aérienne sur le bâtiment. Il s'agissait en fait d'un appareil transportant le gouverneur du Kentucky Ernie Fletcher, qui se rendait dans la capitale à l'occasion des funérailles de l'ancien président Ronald Reagan.
- Irak : le Japonais Akihito Saito, 44 ans, que le groupe radical irakien Ansar al-Sunnah a annoncé mardi sur son site Internet avoir enlevé, a peut-être été mortellement blessé lors de l'enlèvement, a annoncé à Londres son employeur, la société de sécurité internationale Hart.
- France : le festival de Cannes a été ouvert par Aishwarya Rai, actrice indienne, et par Alexander Payne, réalisateur américain. Le président du jury est Emir Kusturica.
- Union européenne : l'Autriche et la Slovaquie ratifient la Constitution européenne. Le parlement bulgare a approuvé le traité d'adhésion signé avec l'Union.
- Irak : 1 mort et 23 blessés dans une explosion et un incendie qui a détruit 60 % d'une usine d'engrais.
- France, sécheresse : restriction des prélèvements d'eau dans trois rivières de Seine-Maritime.
- La Grèce est paralysée par une grève générale.
- Irak : à Hawija, un homme a déclenché la ceinture d'explosifs qu'il dissimulait sous ses vêtements alors qu'il se trouvait dans une file d'attente devant un centre de recrutement des forces de sécurité, la police fait état d'au moins 35 morts et 54 blessés dont 15 sont dans un état critique. À Tikrit, au moins 38 personnes ont été tuées et 84 blessées dans une série d'attentats. À Bagdad, six personnes sont mortes et 14 autres ont été blessées dans l'explosion de deux voitures piégées dans deux quartiers du sud et de l'ouest de Bagdad.
- Japon : un séisme, d'une magnitude de 4° sur l'échelle de Richter, frappe le centre du Japon, sans faire de victimes ni de dégâts.
- France : collision entre un train et une voiture coincée sous la barrière d'un passage à niveau à Coudekerque-Branche (Nord) près de Dunkerque : un mort.

### Jeudi12 mai 2005
- France : un vol d'Air France Paris-Boston a été dérouté vers l'aéroport de Bangor à la demande des autorités américaines qui veulent vérifier l'identité d'un passager. D'après Ann Davis, porte-parole à Boston de l'Administration américaine de la sécurité dans les transports (TSA), le vol AF332 a été dérouté en raison de la présence à bord d'un voyageur homonyme d'une personne figurant sur une liste de passagers interdits par les autorités américaines. Le vol AF332, avec 169 passagers et 12 membres d'équipage à bord, était initialement attendu à Boston à 15h30 locales (21h30 heure française). Il a été dérouté vers l'aéroport international de Bangor, où l'atterrissage a eu lieu entre 14h30 et 14h45 (entre 20h30 et 20h45 heure française). Des agents du FBI, la sûreté fédérale américaine, de l'Immigration et des Douanes ainsi que du TSA attendaient l'appareil à Bangor. Dans la soirée, une responsable de la TSA, administration chargée de la sécurité du transport aérien, a déclaré que le passager n'était pas suspecté de terrorisme et qu'à ce stade, il n'existait aucune information qui pouvait lier ce passager à un réseau terroriste. Ce passager était toujours entendu par les autorités américaines à Bangor pour des raisons sans lien avec le terrorisme, selon une source à l'aéroport de Bangor. L'avion d'Air France (vol AF-332) est resté à Bangor durant une heure et 40 minutes avant de pouvoir décoller à destination de Boston, où il s'est posé vers 16h40 (20h40 UTC). L'aéroport de Bangor est le principal terrain de déroutement pour les vols transatlantiques. En septembre dernier, un avion effectuant la liaison Londres-Washington avec à bord l'ex-pop star Cat Stevens avait dû se poser à Bangor. Le chanteur converti à l'islam sous le nom de Yusuf Islam figure en effet sur une liste de personnes à surveiller, Washington le soupçonnant d'avoir des «activités potentiellement susceptibles d'être liées au terrorisme». Il a été remis dans un avion à destination de Londres.
- Russie : un Mig 29 s'écrase, faisant 1 mort.
- Inde : une grenade lancée près d'une école de Srinagar a fait au moins 50 blessés.
- Suisse : un séisme d'une magnitude de 4,1 sur l'échelle de Richter frappe la région de Balsthal, dans le canton de Soleure. La secousse s'est produite vers 3h40. Aucun dégât sérieux n'a été signalé.
- France : un séisme de 3,8 sur l'échelle de Richter frappe la région de Mulhouse.
- Irak : des insurgés présumés ont assassiné le général irakien Iyad Imad Mahdi qui se rendait en voiture au ministère de la Défense à Bagdad. Les assaillants ont ouvert le feu depuis deux voitures sur son véhicule dans le quartier de Djihad dans l'ouest de la capitale irakienne vers 6h45 (2h45 UTC). On ne dispose encore d'aucun autre détail. Au moins 24 Irakiens ont été tués, dont 15 dans un attentat suicide à Bagdad, tandis que deux soldats américains ont péri dans les violences qui ne cessent de croître depuis l'arrivée début mai du gouvernement du chiite Ibrahim al-Jaafari.
- Allemagne : les députés ont approuvé à une très large majorité la Constitution européenne, en l'absence d'un large débat public qui, selon ses détracteurs, n'a pas permis aux Allemands de prendre la mesure des enjeux. Le traité sera définitivement ratifié le 27 mai, deux jours avant le référendum en France, quand le Bundesrat, chambre haute représentant les États régionaux, confirmera la ratification du Bundestag.
- Yémen : épidémie de poliomyélite, plus de 60 cas.

### Vendredi13 mai 2005
- France : le producteur et éditeur de musique Eddie Barclay est mort cette nuit des suites d'un arrêt cardiaque à l'hôpital Ambroise Paré où il était admis depuis deux semaines. Il était âgé de 84 ans. Il avait découvert d'innombrables talents, parmi lesquels Jacques Brel, Léo Ferré, Dalida, Charles Aznavour, Mireille Mathieu, Claude Nougaro ou Eddy Mitchell.
- Vatican : l'archevêque américain William Joseph Levada nommé à la tête de la Congrégation pour la doctrine de la foi.
- Suède : la chanteuse suédoise de jazz Monica Zetterlund est morte durant la nuit dans un incendie. Elle avait 67 ans.
- Ouzbékistan : une violente insurrection a fait au moins 750 morts à Andijan, importante ville de l'est de l'Ouzbékistan, où le président Islom Karimov s'est rendu en urgence et où des soldats ont tiré sur la foule venue soutenir les insurgés. Des insurgés ont pris d'assaut dans la nuit une garnison militaire où ils se sont saisis d'une importante quantité d'armes. Ils ont attaqué ensuite une prison de haute sécurité dont ils ont libéré 2 000 prisonniers. Puis ils ont pris le contrôle du siège de l'administration régionale dans cette ville de 300 000 habitants de la vallée de Ferghana. Et des milliers de personnes se sont rassemblées devant le bâtiment dans la journée pour les soutenir, en demandant « la démocratie », l'amélioration de leur niveau de vie, et « la démission du président » Karimov.

### Samedi14 mai 2005
- France : un employé aux cuisines de l'hôpital Necker à Paris (XVe) a été tué à coup de sabre sur son lieu de travail. Le meurtrier, qui ne semblait pas jouir de toutes ses facultés, s'est présenté vers 20 heures au commissariat central du XIVe, son sabre ensanglanté à la main, pour s'accuser du meurtre. Il a été conduit à l'infirmerie psychiatrique de la préfecture de police. Selon l'hôpital le meurtrier connaissait sa victime. L'agresseur de la victime, « une de ses connaissances était venue la chercher sur son lieu de travail », a précisé la directrice de l'hôpital Necker qui a souligné qu'il s'agissait là « d'une affaire d'ordre strictement privé, externe à l'hôpital ».
- Égypte : un autocar tombe dans une rivière : un mort, une quarantaine de disparus.
- Tunisie, Tunis : une quinzaine de cas de méningite ont été enregistrés dans le district de Tunis depuis le 15 avril dernier, dont sept ont un caractère transmissible a annoncé le ministère tunisien de la Santé publique. Selon son communiqué, les services sanitaires concernés ont immédiatement pris en charge les personnes atteintes et suivent avec attention l'évolution de la situation, qualifiée de tranquillisante. Les analyses de laboratoire effectuées ont montré que les bactéries responsables sont de différents types et que seulement sept cas présentent un potentiel de transmission et correspondent à des cas isolés, géographiquement dispersés.
- Indonésie : un séisme sous-marin d'une magnitude de 6,9 frappe l'île indonésienne de Sumatra, provoquant un mouvement de panique dans plusieurs villes. On ne fait pas état de victimes ni de dégâts, et la secousse n'a pas déclenché de tsunami. L'épicentre du séisme de magnitude 6,9, qui s'est produit à 12h05 (5h05 UTC), était situé à environ 50km au sud-ouest de la ville de Padang, dans l'ouest de Sumatra.
- Ouzbékistan : le président Islom Karimov déclare que les événements d'Andijan ont fait 169 morts. Un chef de l'opposition ouzbèke a déclaré mardi 17 mai que son parti avait établi une liste de 745 personnes tuées par les forces de l'ordre. La présidente du parti des Paysans libres, a précisé que la répression par les forces gouvernementales a fait 542 morts à Andijan et 203 morts à Pakhtabad, une autre ville de la vallée de Fergana.
- Algérie : un tremblement de terre de magnitude 3,5 sur l'échelle de Richter a été enregistré cette nuit à 2 h 47 (1 h 47 UTC) dans le département de Chlef (200 km à l'ouest d'Alger). L'épicentre du séisme a été localisé à 16 km au nord-est de Chlef. Il n'y a ni victimes ni dégâts.
- Allemagne : un séisme de 3,2 sur l'échelle de Richter frappe le sud-ouest du pays.
- Népal : Didier Delsalle, pilote français, est le premier et seul homme du monde à se poser en hélicoptère sur le sommet de l'Everest.

### Dimanche15 mai 2005
- Bangladesh : le naufrage d'un ferry surchargé dans le sud du pays a fait 88 morts. Victime d'un coup de vent, le bateau à deux ponts a coulé dans l'embouchure du fleuve Bura Gauranga. Le ferry transportait plus de 150 passagers, soit deux fois sa capacité maximale.
- Irak : quatre personnes ont été tuées et 37 autres blessées dans deux attentats à la bombe qui se sont produits à Baqouba, une ville située à 60km au nord-est de Bagdad. Raed Rachid Hamid al-Mullah Jawad, gouverneur de la province de Diyala, est sorti indemne du premier attentat-suicide à la voiture piégée qui visait son convoi tandis que trois de ses gardes ont été blessés. Cinq minutes plus tard, à 500 mètres de là, un kamikaze habillé comme un policier s'est fait exploser quand le commandant Imad Shakir Mahmoud l'a empêché d'entrer dans un tribunal. Des hommes armés ont ouvert le feu sur le convoi transportant le colonel Jassam Mohammed al-Lahibi, un ancien agent des services de renseignements qui était directeur adjoint chargé des bâtiments gouvernementaux au ministère de l'Industrie. Il a été tué sur le coup. Dans une autre fusillade, des hommes armés ont abattu le religieux chiite, le cheik Qassim al-Characine, et son neveu dans le quartier de la Nouvelle-Bagdad. Les autorités irakiennes ont lancé des mandats d'arrêt contre deux anciens ministres de l'après-Saddam Hussein, accusés de corruption. L'ancien ministre des Transports, Louei Hatim Sultan al-Aris, ainsi que l'ex-ministre du Travail, Leila Abdul-Latif, font l'objet de poursuites dans des affaires de corruption distinctes. Monsieur al-Aris est accusé de corruption administrative tandis que Madame Abdul-Latif est à la fois recherchée sous l'accusation de corruption financière et accusée d'avoir rétabli dans leurs fonctions d'anciens responsables du parti Baas au pouvoir sous Saddam Hussein. Monsieur al-Aris a quitté l'Irak à une date inconnue et on ignore dans quel pays il se trouve actuellement[Quand ?]. En revanche, Madame Abdul-Latif se trouve toujours en Irak. Un autre ancien ministre, Hazem Shaalan, qui détenait précédemment le portefeuille de la Défense, a reçu lui aussi l'ordre de ne pas quitter le pays. Au début de l'année, Monsieur Shaalan a été critiqué pour le transfert controversé d'une somme de 500 millions de dollars (383 millions d'euros) vers une banque libanaise pour l'achat d'armes. Les hommes armés qui avaient enlevé le gouverneur de la province occidentale d'Al-Anbâr Raja Naouaf Farhan al-Mahalaoui alors qu'il se rendait de Qaïm à Ramadi, a été libéré après avoir été retenu pendant 6 jours.
- Espagne : quatre explosions au Pays basque ont fait 3 blessés légers.
- Turquie : deux tremblements de terre d'une force modérée frappent les villes d'Alanya, au bord de la Méditerranée, dans le sud de la Turquie, et de Cay, dans le centre du pays, sans faire de dommages et de victimes. Le premier séisme, de 4,8 degrés, s'est produit à 2 h 46 (23 h 46 UTC samedi). L'épicentre du phénomène souterrain a été localisé dans la Méditerranée, à une centaine de kilomètres de la côte. Alanya est une ville touristique qui attire notamment de nombreux Allemands et Néerlandais. La seconde secousse, de 4,5 degrés, est survenue à 13 h 54 (10 h 54 UTC). Son épicentre se trouvait à Cay, dans la province d'Afyon, à 250km au sud-ouest de la capitale, Ankara.
- Russie : le vice-président tchétchène de 1997 à 1999 Vakha Arsanov a été assassiné par les forces russes dans un village près la capitale tchétchène Grozny.
- Irak : la secrétaire d'État américaine Condoleezza Rice a effectué une visite surprise dans le pays.

### Lundi16 mai 2005
- France, Politique : la suppression de ce jour férié s'accompagna d'une grande grève où moins d'un travailleur sur deux travailla.
- Syrie : arrestation de l'écrivain et militant des droits de l'Homme Ali Abdallah.
- Koweït : le parlement koweïtien a approuvé un amendement de la loi électorale accordant le droit de vote et d'éligibilité aux femmes.
- Afghanistan : une ressortissante italienne, Clementina Cantoni, travaillant pour l'organisation humanitaire Care International en Afghanistan, a été enlevée dans le centre de Kaboul par des hommes armés. Mardi, le groupe « criminel » de Tela Mohammed a revendiqué la responsabilité du rapt. Le groupe a proposé son échange contre la liberté de ses chefs Tela Mohammed et Omara Khan et d'autres de leurs complices arrêtés. Une ressortissante canadienne, ancienne employée de Care a été elle aussi enlevée par quatre hommes.

### Mardi17 mai 2005
- France : le producteur d'émissions et écrivain français Claude Mettra est mort à Antony dans les Hauts-de-Seine. Il avait 82 ans.
- Bangladesh : un ferry avec environ 250 personnes à bord a fait naufrage sur le fleuve Padma, dans la province de Manikganj, près de la capitale Dhâkâ. 58 personnes sont mortes, 144 autres sont portées disparues.
- France à Quinzaine des réalisateurs du Festival de Cannes : première du film Cache-cache d'Yves Caumon ; le rôle muet de Bernard Blancan est remarqué par la critique.
- France : mort de Claude-Marie Boucaud, l'un des dix derniers « poilus » de la Première Guerre mondiale. Il avait 109 ans.
- France : mort du peintre Jean-Pierre Pincemin d'une maladie pulmonaire. Il avait 60 ans.
- La chanteuse pop australienne Kylie Minogue qui souffre d'un cancer du sein en première phase, a annulé sa tournée en Australie et en Asie.
- Chine : un coup de grisou fait 21 morts dans une mine.
- Inde : la chute d'un car transportant les participants à un mariage dans une gorge du nord du pays a coûté la vie à 37 personnes, tandis que 20 autres étaient blessées.
- États-Unis, alerte terroriste : un vol Alitalia Milan-Boston dérouté vers le Maine car le nom de l'un des passagers figurait sur la liste des personnes interdites de vol par le gouvernement américain.
- France, constitution européenne : près de 6 agriculteurs sur 10 voteront non, selon un sondage Ifop pour Le Parisien/Aujourd'hui en France.

### Mercredi18 mai 2005
- France : les funérailles d'Eddie Barclay ont eu lieu en l'église Saint-Germain-des-Prés, en présence de sa dernière épouse en date, Caroline Barclay, et de nombreuses personnalités telles que le ministre de la Culture Renaud Donnedieu de Vabres mais aussi Jean-Michel Boris, Carlos, Stéphane Collaro, Danièle Gilbert, Johnny Hallyday, Philippe Lavil, Henri Leconte, Michel Legrand, Eddy Mitchell, Georges Moustaki, Orlando, Florent Pagny et Line Renaud.
- France : Joëlle Aubron ex-membre d'Action directe a été hospitalisée à Paris pour une double fracture de la jambe.
- États-Unis : Antonio Villaraigosa, fils d'immigrés mexicains, élu maire de Los Angeles.
- Russie : coup de grisou dans une mine de Sibérie, un mort et dix blessés.
- Inde : au moins 26 morts de la méningite bactérienne en 3 semaines à New Delhi.
- Japon : un tremblement de terre de magnitude 5,1 s'est produit dans le nord du pays, mais tout risque de tsunami est écarté. Aucune information ne faisant état de victimes ou de dégâts n'a été diffusée. L'épicentre du séisme, qui a eu lieu à 1 h 33 locales (mercredi 16 h 33 UTC), était localisé à une soixantaine de kilomètres sous le fond de la mer au large de la côte de Kushiro (890 km au nord-est de Tokyo), dans le nord de l'île d'Hokkaido.
- Zambie : 13 officiers tués dans le crash d'un avion militaire.
- Inde : la vague de chaleur qui s'abat depuis une semaine sur l'État d'Orissa, dans l'est du pays, a fait au moins 13 morts. Le bilan devrait s'alourdir, des informations faisant état de dizaines de victimes supplémentaires étant en cours de vérification, a précisé le ministre de la Santé de l'État, Bijoyshree Routray. Les températures dans cette région pauvre dépassent les 40 degrés depuis plus d'une semaine. Dans certaines villes de l'ouest de l'Orissa, le mercure s'est élevé jusqu'à 46,6 °C. La vague de chaleur devrait se poursuivre encore plusieurs jours.
- Monde : le constructeur japonais Toyota va rappeler environ 860 600 véhicules dans le monde, dont 790 000 aux États-Unis, en raison d'un problème de suspension défectueuse.

### Jeudi19 mai 2005
- Le célèbre inspecteur de police Michaël Ohayon, le héros né sous la plume de Batya Gour, est orphelin. L'écrivain israélien de renommée internationale s'est éteinte à l'âge de 57 ans des suites d'une longue maladie. Batya Gour était également une fervente militante pour la paix. Elle sera enterrée ce vendredi 20 mai dans la ville de Jérusalem où elle vivait.
- France : sommet du Triangle de Weimar à Nancy ; Jacques Chirac et Gerhard Schröder d’accord pour dire que le plan B est une utopie.
- Bangladesh : au moins 45 personnes sont mortes et environ 30 autres sont portées disparus après le naufrage d'un bateau de pêche pris dans une tempête. Le chalutier en bois, qui transportait à son bord une centaine de personnes, a sombré à l'embouchure de la rivière Meghna, dans la province de Bhola, à 105 kilomètres au sud de la capitale, Dhâkâ. Au moins 70 personnes ont nagé jusqu'à la côte ou ont été secourus par des bateaux qui se trouvaient à proximité.
- Chine : 51 mineurs disparus dans l’explosion d’une mine dans le nord du pays.
- Thaïlande, tsunami : quatre corps, dont apparemment celui d’une femme occidentale, retrouvés cinq mois après le drame.
- Chili : 21 militaires tués et 24 disparus au cours d’un exercice dans une tempête de neige.
- Indonésie : fort séisme de 6,8 sur l’échelle de Richter.
- Angola : plus de 300 victimes de la fièvre de Marbourg, selon l’OMS.
- France : un cas mortel de légionellose dans le Var.
- Royaume-Uni : le Premier ministre Tony Blair soigné pour une hernie discale.
- Chili : l’ancien dictateur Augusto Pinochet a été transporté à l’hôpital militaire de Santiago après avoir été victime d'une interruption du flux sanguin vers le cerveau. L’état de santé de l’ex-dirigeant âgé de 89 ans «a évolué de manière favorable et il sera transféré à son domicile» une fois les examens achevés a annoncé l'établissement.
- Ouragan : le Salvador et le Guatemala voisin ont déclaré l’état d'urgence. Les autorités du Salvador ont fermé les écoles du pays et ordonné l'évacuation de plus de 10 000 personnes, alors que l'ouragan Adrian se prépare à balayer le pays. C’est la première fois qu’un ouragan touche de plein fouet le Salvador. Arrivant d'ordinaire par la face atlantique, les ouragans s'affaiblissent en passant au-dessus du Honduras. Or, Adrian arrive par l’Océan Pacifique et devrait donc balayer le Salvador à pleine puissance.

### Vendredi20 mai 2005
- France : le philosophe français Paul Ricœur est mort cette nuit dans son sommeil à son domicile à Chatenay Malabry en région parisienne. Il avait 92 ans.
- France : l'opposant togolais Emmanuel Bob Akitani a été hospitalisé en neurologie à l'hôpital américain de Neuilly, près de Paris après avoir subi une attaque cérébrale.
- L'ouragan Adrian a atteint avant l'aube les côtes du Salvador, entraînant des coupures d'électricité, l'évacuation de quelque 14 000 personnes ainsi que la fermeture des écoles. Les autorités salvadoriennes n'ont pas fait état de victimes dans l'immédiat. L'ouragan a touché terre près du port d'Acajutla, à environ 55 km à l'ouest de la capitale San Salvador. Il s'est affaibli au passage sur la terre ferme, le vent tombant à 65 km/h tandis que la tempête s'évacuait par le Honduras.
- Russie : deux personnes, dont Zagir Aroukhov le ministre de l'Information et des questions ethniques du gouvernement régional du Daghestan ont été tuées par une explosion qui s'est produite dans la cour d'un immeuble à Makhatchkala. L'autre victime est une femme qui n'a pas été identifiée. Selon l'agence de presse Interfax, citant une source policière, plusieurs autres personnes ont été blessées.
- Argentine : la chanteuse Mercedes Sosa a été hospitalisée à la clinique de la Trinité de Buenos Aires pour déshydratation. Elle restera en observation entre 48 et 72 heures. Au moment de son malaise, elle se trouvait à son domicile du centre de Buenos Aires et a été transférée à l'hôpital en voiture particulière. Elle fêtera son 70e anniversaire le 9 juillet.
- Pays-Bas : selon un nouveau sondage le non à la Constitution européenne obtient 63 %.
- Australie : la chanteuse australienne Kylie Minogue a été opérée de son cancer du sein et l'opération s'est bien passée. L'opération a eu lieu à l'hôpital St Frances Xavier Cabrini de Melbourne et la star se remet bien de l'intervention.
- Congo-Brazzaville : mise sous quarantaine du village d'Etoumbi en raison d'une épidémie d'Ebola.

### Samedi21 mai 2005
- États-Unis : un petit avion de tourisme est parti en vrille et s'est écrasé en pleine journée sur la célèbre plage new-yorkaise de Coney Island, tuant ses quatre occupants mais sans faire de victimes au sol. L'accident du Cessna 172-S s'est produit vers 13h30 heure locale (17h30 UTC) alors que, malgré le temps ensoleillé, un nombre relativement peu important de personnes se trouvaient sur cette plage publique située sur une pointe de l'île de Brooklyn, qui fait partie de la ville de New York. Les témoins éberlués ont vu l'avion tourner au-dessus de la plage quand soudain son moteur s'est coupé pour une raison inconnue. Le Cessna a alors plongé en vrille sur la plage. La police et les pompiers sont arrivés rapidement sur les lieux mais le pilote et les trois passagers étaient déjà décédés. L'accès à la plage a été fermé alors que des dizaines de curieux observaient la scène depuis la promenade longeant ce site touristique. L'accident a pu également être vu d'une Grande Roue située dans un parc d'attractions voisin. Les passagers de l'avion effectuaient une visite aérienne de cette partie de New York. La plage de Coney Island et sa promenade en planches accueillent chaque été des milliers de New-Yorkais et touristes. Charles Lindbergh et Sigmund Freud font partie des célébrités qui la fréquentaient.
- France, constitution européenne : selon un nouveau sondage Ifop le non recule de 2 points mais reste majoritaire à 52 %. 78 % des sondés (+6) se déclarent « sûrs » de leur choix.
- Concours Eurovision de la chanson : la chanteuse grecque Helena Paparizou a remporté la victoire de la 50e édition du concours. La candidate française, la chanteuse Ortal, a obtenu la 23e et avant-dernière place du concours.
- Autriche : gigantesque incendie dans un magasin de bricolage.
- États-Unis : sept enfants et deux adultes sont morts dans l'incendie d'une maison de Cleveland dans le nord-est du pays. Les personnes présentes dans le logement étaient âgées de 4 à 34 ans. On ignore l'origine du sinistre. Des voisins ont déclaré à la télévision locale avoir en vain tenté d'éteindre les flammes, trop importantes. Un rescapé du logement a été hospitalisé.

### Dimanche22 mai 2005
- Bangladesh : des pluies violentes ont frappé le pays, causant la mort d'au moins 17 personnes, frappées par la foudre, en blessant plus d'une centaine d'autres et détruisant un millier de maisons. Sept personnes ont notamment été tuées par la foudre dans un champ de riz, et la plupart des blessés l'ont été dans la chute d'arbres ou dans l'effondrement de leurs maisons. La tempête a également endommagé les récoltes de riz et de légumes.
- Irak, Bagdad : Ali Moussa, directeur général chargé du service de vérification des comptes au ministère du Commerce, a été assassiné dans l'ouest de la capitale alors qu'il se rendait en voiture à son travail.
- Chine : le pays est en état d'alerte après la découverte d'une nouvelle épidémie de grippe aviaire qui a tué de nombreux oiseaux migrateurs. Le pays a décrété des mesures d'urgence notamment la fermeture au public des réserves naturelles. Les autorités locales ont reçu pour ordre de surveiller les oiseaux sauvages et, en cas de symptômes de grippe aviaire, d'imposer des quarantaines. Les élevages situés à proximité des itinéraires de migration doivent vacciner leurs volatiles. Et le public doit cesser tout contact avec la volaille.
- Irak : Ghazi Hammoud al-Oubaïdi, ancien chef du parti Baas au pouvoir pour la région d'Al-Kout et N32 sur la liste des dignitaires irakiens les plus recherchés par les États-Unis après l'invasion de l'Irak en mars 2003, est le premier de ces ex-responsables à être relâché. Son avocat a précisé que son client souffrait d'un cancer de l'estomac au stade terminal et qu'il avait quitté sa prison le 28 avril. Il serait en très mauvaise forme, cloué dans un fauteuil roulant, mais il aurait obtenu l'autorisation d'aller se faire soigner en Allemagne. Il avait été capturé le 7 mai 2003, près d'un mois après la chute du régime de Saddam Hussein. Sa libération a été avalisée par le Premier ministre Ibrahim al-Jaafari. Onze des 55 ex-dignitaires irakiens du jeu de cartes du Pentagone des hommes à arrêter sont toujours en fuite, les autres ayant été faits prisonniers ou tués. Seuls 52 des 55 noms des suspects sont connus. Le fugitif le plus recherché est le N6, Izzat Ibrahim al-Douri, vice-président du Conseil de commandement de la Révolution et confident de longue date de Saddam Hussein.
- Norvège : la légionellose fait deux morts.
- Irak : la Roumanie a annoncé la libération de la reporter Marie-Jeanne Ion et du cameraman Sorin Miscoci, qui travaillent pour Prima TV, ainsi qu'Ovidiu Ohanesian du quotidien « Romania Libera » et de leur interprète irako-américain Mohammed Monaf, retenus en otages depuis le 28 mars.
- Israël : la Première dame des États-Unis Laura Bush a été apostrophée par des manifestants anti-américains au cours d'une visite au Dôme du Rocher, un important lieu sacré musulman, dans le cadre de sa tournée proche-orientale précisément destinée à apaiser le sentiment anti-américain dans la région. La police israélienne a formé un cordon protecteur autour de l'épouse de George W. Bush tout en repoussant les manifestants. Un peu plus tôt, Laura Bush avait, comme le veut la tradition, glissé un message entre les pierres du Mur des Lamentations, sanctuaire le plus sacré du judaïsme, alors qu'une quarantaine de personnes demandaient la libération de l'Américain Jonathan Pollard, en prison à vie aux États-Unis pour espionnage au profit d'Israël. Des sympathisants à sa cause se trouvaient aussi devant la résidence du président israélien Moshe Katsav, premier arrêt de Laura Bush. Celle-ci s'est rendue à Jéricho, en Cisjordanie, pour s'entretenir avec huit femmes palestiniennes influentes, membres pour certaines du gouvernement et du Parlement. De retour à Jérusalem, elle s'est inclinée devant le mémorial de Yad Vashem aux six millions de juifs tués pendant la Seconde Guerre mondiale. Non loin de la ville sainte, elle visitera demain une église du bourg arabe-israélien d'Abou Ghosh, avant de partir pour l'Égypte. La femme du président américain était passée par la Jordanie, où elle avait assisté à une conférence économique internationale sur le Moyen-Orient samedi.
- Danemark : 56 % des Danois ont l'intention de voter oui et 32 % non lors du référendum sur la Constitution européenne le 27 septembre prochain, selon un sondage Gallup publié dans le quotidien « Berlingske Tidende ». 12 % des personnes interrogées étaient indécises.
- Grèce : mort de l'ancien-chef du parti communiste grec Charilaos Florakis.
- Inde : des bombes ont explosé à un quart d'heure d'intervalle dans deux cinémas de New Delhi faisant au moins 1 mort et 49 blessés. Les deux établissement se situent dans le quartier de Karol Bagh, dans l'ouest de la capitale indienne. Les engins étaient apparemment placés près de l'écran.

### Lundi23 mai 2005
- Irak : Wael al-Rubaei, proche conseiller du Premier ministre Ibrahim al-Jaafari a été assassiné à Bagdad, dans la rue principale du quartier central de Mansour alors qu'il se rendait au travail. 35 personnes ont été tuées et 25 autres blessées dans un double attentat suicide à Tall Afar, dans le nord du pays.
- Irlande : 5 adolescentes meurent dans un accident de bus scolaire au nord-ouest de Dublin.
- France : En Charente-Maritime, les restrictions d'eau sont reconduites jusqu'au 8 juin.
- Liban : L'ONU a certifié que les forces syriennes s'étaient bien retirées du Liban. La Syrie avait annoncé il y a un mois avoir mené à bien le retrait de toutes ses troupes de ce pays.

### Mardi24 mai 2005
- Irak : Abou Moussab Al-Zarqaoui, le chef d'Al-Qaïda en Irak, serait blessé. C'est ce qu'affirme l'organisation terroriste dans un communiqué qui lui est attribué. La tête de ce Jordanien de 38 ans a été mise à prix pour 25 millions de dollars.

### Mercredi25 mai 2005
- France : mort de Michaël Chamberlin, bassiste du groupe de rock nantais "Dolly", à Pornic (Loire-Atlantique) dans un accident de la route qui a fait une autre victime.
- France : mort du physicien Alexandre Favre, de l'Académie des sciences. Il avait 94 ans.
- Autriche : mort à Venise du peintre italo-slovène Zoran Mušič à l'âge de 96 ans.
- Royaume-Uni : mort du producteur de cinéma britannique Ismail Merchant à Londres à l'âge de 68 ans.
- Colombie : deux morts dans une explosion au siège du conseil municipal de Porto Rico.
- France, Auvergne : 10 personnes dont 9 enfants ont été légèrement blessés dans un accident de car.
- République démocratique du Congo : au moins 27 morts dans le crash d'un avion Antonov.

### Jeudi26 mai 2005
- France : le père Max Cloupet, prêtre du diocèse de Bordeaux, ancien secrétaire général de l’enseignement catholique, recteur de Saint-Louis des Français à Rome jusqu’en 2005, est mort à l’âge de 75 ans. Depuis huit jours, hospitalisé en vue d’une intervention chirurgicale, le père Max Cloupet s’est éteint en entrant en salle d’opération. Ses obsèques auront lieu le lundi 30 mai 2005 à 10h à la cathédrale de Bordeaux. Elles seront présidées par Mgr Jean-Pierre Ricard, archevêque de Bordeaux et Président de la Conférence des évêques de France.
- République démocratique du Congo, Kinshasa : 26 personnes étaient portés disparus après le crash hier d'un avion dans l'est du Congo-Kinshasa. L'appareil avait perdu le contact radio avec la tour de contrôle, trois minutes après son décollage de Goma à destination de Kindu. Les hélicoptères de l'ONU ont repéré l'épave de l'avion hier soir dans l'épaisse forêt entourant Walungu, à 120 km au sud de Goma. Les 21 passagers étaient congolais, y compris des femmes et enfants. Le pilote était russe et les quatre membres d'équipage ukrainiens. Les recherches devaient bientôt commencer.
- Irak : le ministre de l'Intérieur affirme qu'Abou Moussab Al-Zarqaoui a effectivement été blessé.
- Le Français Pascal Lamy, ancien commissaire européen au Commerce, a été officiellement nommé à la tête de l'Organisation mondiale du commerce (OMC). Pascal Lamy, qui a été désigné directeur général de l'organisation par le conseil général de l'OMC réuni à Genève, prendra ses fonctions le 1er septembre pour un mandat de quatre ans.
- France, référendum : Le non l'emporterait avec 55 % des voix le 29 mai, selon deux sondages l'un CSA et l'autre Ipsos.
- France : l'avocat Jean-Marc Varaut, défenseur notamment de Maurice Papon, est mort à l'âge de 72 ans.

### Vendredi27 mai 2005
- Europe : signature du traité de Prüm.
- Espagne : un petit engin explosif a explosé sur le site du mausolée de Francisco Franco près de Madrid, causant des dégâts mais pas de blessés. La police enquête sur un lien possible avec l'organisation séparatiste basque ETA. L'explosion s'est produite tôt ce matin dans les jardins entourant le mausolée de la Valle de los Caidos, un site touristique très fréquenté qui abrite le tombeau de l'ancien dictateur Francisco Franco, mort en 1975.
- France : trois personnes sont tuées lorsque leur avion de tourisme de type Robin DR-400 s'écrase dans l'après-midi, pour une raison inconnue, sous le sommet du mont Blanc, annoncent les gendarmes de Haute-Savoie[1]. L'avion était parti de Chalon-sur-Saône (Saône-et-Loire) à destination de Megève avec survol du mont Blanc[1]. Il s'est écrasé près du col Major, vers 4 650 mètres d'altitude[1]. Ce sont les gendarmes du peloton de gendarmerie de haute montagne de Chamonix qui ont récupéré les corps des victimes et les ont redescendus dans la soirée dans la vallée.
- Allemagne : ratification de la constitution européenne par le Bundesrat, 15 länders ont voté oui, le land de Mecklembourg-Poméranie-Occidentale s'est abstenu.
- France : Limas : une fillette de 4 ans a été retrouvée poignardée d'une centaine de coups d'un objet tranchant, comme un couteau ou une paire de ciseaux, dans son lit, a-t-on appris de source judiciaire. Le père a été placé en garde à vue tandis que la mère, âgée de 36 ans, a disparu du domicile familial. Son mari, 38 ans, a déclaré l'avoir vue dans la soirée et ne pas l'avoir trouvée à son réveil.
- France : restriction de l'usage de l'eau dans l'Aube, la Marne et la Somme.
- Arabie saoudite : le roi Fahd d'Arabie saoudite a été hospitalisé à Riyad. Le souverain a été admis à l'hôpital Roi Fayçal pour des examens. Le roi Fahd, né en 1923, a été victime en 1995 d'une attaque cérébrale qui l'a fortement diminué, affectant notamment ses capacités à concentrer. Depuis, c'est son demi-frère, le prince héritier Abdallah, qui règne. Selon un responsable s'exprimant sous couvert d'anonymat, le roi aurait une pneumonie et son état serait jugé très sérieux. Mais d'après une source au palais royal, le roi devrait quitter rapidement l'hôpital. Selon une autre source officielle, le pays a décrété l'état d'alerte par précaution, et a annulé toutes les permissions des militaires, ce qui ne veut toutefois pas dire qu'il y ait des troubles particuliers. Mais le porte-parole du ministère de l'Intérieur Mansour al-Turki a démenti cette information. «Il n'y a pas d'annulation de permissions et pas d'état d'urgence», a-t-il affirmé.
- France : l'incendie d'une maison à Longes dans le Rhône fait quatre morts dont deux enfants.
- Japon : séisme de 4,9 sur l'échelle de Richter, ni dégâts ni victimes.
- Pakistan : une bombe a explosé dans un sanctuaire chiite proche de la capitale pakistanaise où des centaines de personnes étaient rassemblées, faisant au moins 20 morts et des dizaines de blessés, selon différents témoins.
- Espagne, Madrid : deux explosions se sont produites dans la gare de Barakaldo, au Pays basque espagnol, causant des dégâts mais pas de blessés. Les déflagrations ont causé des dégâts au toit de la gare et ont soufflé les vitres au niveau des guichets.

### Samedi28 mai 2005
- France : mort du comédien et metteur en scène Jean Négroni, à 84 ans, dans la nuit de vendredi à samedi dans une maison de retraite de L'Île-Rousse en Haute-Corse.
- France : un sondage réalisé jeudi et vendredi indique des intentions de 52 % de non et 48 % de oui. En ne tenant compte que des sondés du vendredi, les intentions sont de 51 % de non et 49 % de oui.
- Indonésie : un double attentat à la bombe a fait 22 morts et 40 blessés sur un marché très fréquenté de Tentena sur l'île de Sulawesi (centre de l'Indonésie), région instable touchée depuis des années par des conflits entre musulmans et chrétiens. Un enfant de trois ans et un prêtre figurent parmi les victimes décédées, selon la police, qui n'a pas reçu de revendication pour le moment. D'après des témoins, la première explosion a été suivie environ un quart d'heure plus tard d'une déflagration de plus forte puissance, détruisant le marché, près d'un commissariat. Une troisième bombe, qui n'a pas explosé, a été découverte devant une église à proximité.
- Irak : les autorités irakiennes ont confirmé que l'otage japonais Akihiro Saito a été exécuté par ses ravisseurs et condamné cet assassinat. Akihiro Saito, qui travaillait pour une entreprise de sécurité internationale, avait été enlevé début mai en Irak. L'armée Ansar al-Sunnah, un groupe radical sunnite, a annoncé hier la mort de l'otage, photos de la victime à l'appui. «J'ai regardé ces photographies et confirmé qu'il s'agit de mon frère aîné. J'en ai informé la police japonaise et le ministère des Affaires étrangères», a déclaré à l'agence de presse Kyodo Hironobu Saito, frère de l'otage. Le ministère japonais des Affaires étrangères n'a pas fait de commentaires dans l'immédiat.
- France : le père de la fillette de 4 ans, retrouvée lardée d'une centaine de coups d'un objet pointu, jeudi à Limas (Rhône), a été remis en liberté.
- France, Corse : 14 personnes ont été légèrement blessés dans une collision entre deux trains à la suite d'une erreur d'aiguillage.
- Constitution européenne : début du référendum sur le traité constitutionnel à Saint-Pierre-et-Miquelon, en raison du décalage horaire.
- Australie : en convalescence après son opération d'un cancer du sein, la diva pop Kylie Minogue a célébré ses 37 ans entourée de sa famille et de ses amis chez ses parents à Melbourne, selon la compagnie qui gère sa carrière. La chanteuse australienne, qui réside à Londres, a été opérée le 20 mai pour retirer une tumeur cancéreuse.
- Afghanistan, Kaboul : les autorités afghanes travaillent jour et nuit pour assurer la libération de l'humanitaire italienne Clementina Cantoni, enlevée le 16 mai dernier en Afghanistan, a assuré le gouvernement afghan qui a précisé que ses ravisseurs avaient fait savoir aux autorités que la jeune femme était en bonne santé.
- Italie, Rome : la compagnie aérienne Alitalia a annoncé qu'elle annule 196 vols en raison d'une grève des aiguilleurs du ciel. La compagnie italienne décide de supprimer 116 vols internationaux et 80 vols intérieurs. La grève de quatre heures devait commencer à midi (10 heures UTC).

### Dimanche29 mai 2005

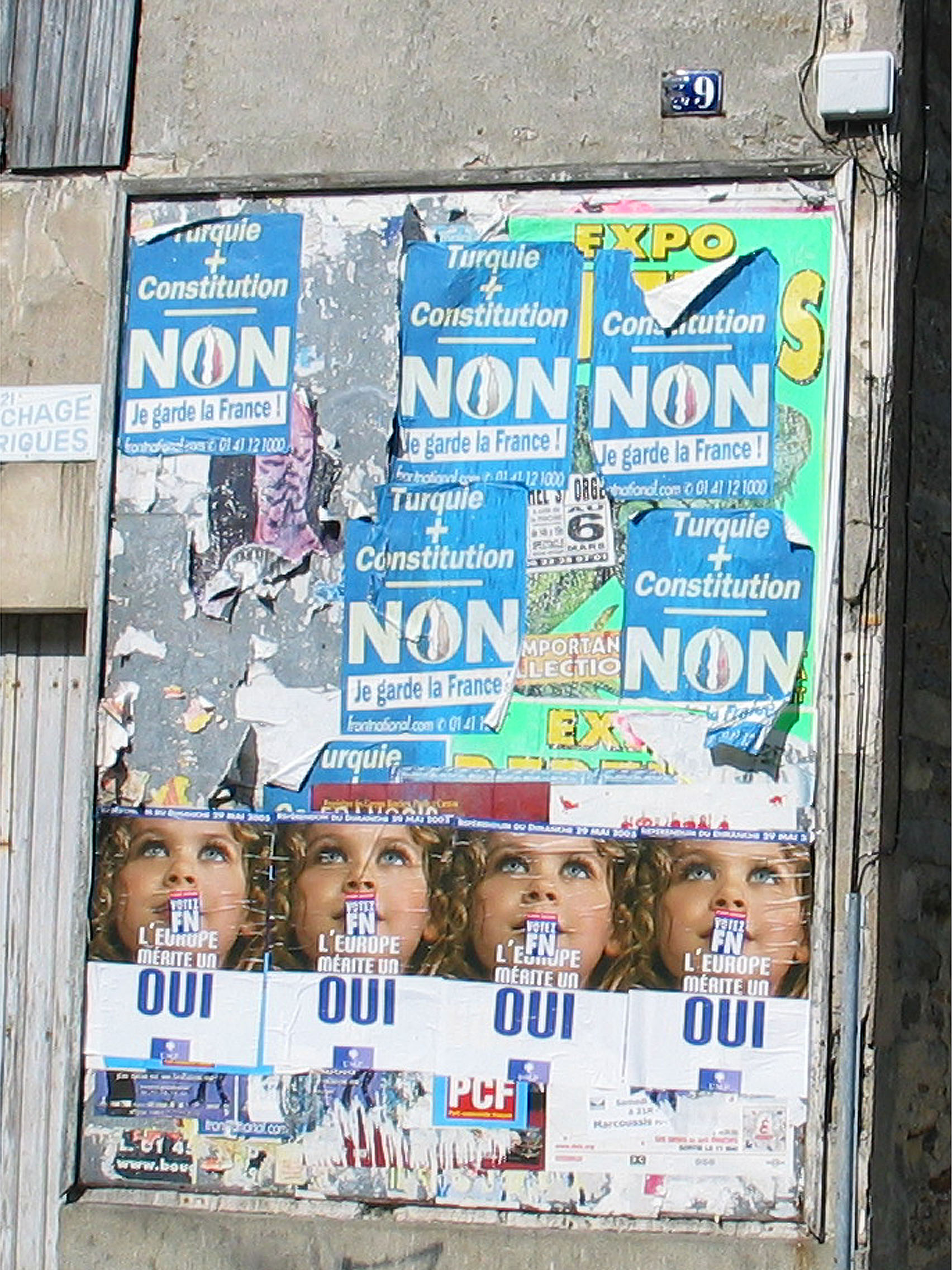
Affiches de campagne en France, à la suite du traité de Rome de 2004.

- France, Constitution européenne : les Français ont massivement voté, avec un taux de participation de 69,50 %, soit une abstention de 30,50 %, selon le ministère de l'Intérieur. Selon sa totalisation nationale, le ministère avance les chiffres de 54,87 % des voix exprimées en faveur du non et de 45,13 % pour le oui. Jacques Chirac confirme une prochaine impulsion gouvernementale. Voir l'article Résultats du référendum français du 29 mai 2005 sur la Constitution européenne.
- Irak, Bagdad : un attentat à la voiture piégée s'est produit devant le ministère du Pétrole. Au moins deux vigiles ont été tués et on dénombre plusieurs blessés. L'attentat s'est produit vers 13 h 20 (9 h 20 UTC) à proximité de l'entrée du bâtiment fortement gardé.
- France, Rennes : la cour d'assises a acquitté sept des onze marins du Winner, cargo arraisonné en 2002 par la Marine française pour trafic de drogue, et a condamné les quatre autres à des peines allant de 3 à 20 ans de prison. La cour d'assises spéciale a condamné le capitaine grec Georgios Boreas, âgé de 61 ans, à vingt ans de réclusion et son chef mécanicien chypriote Symeon Theophanous, 59 ans, à dix-huit ans d'emprisonnement, pour tentative d'importation de stupéfiants en bande organisée. Elle a également condamné à dix ans de prison un marin chilien, Guillermo Sage Martinez, 50 ans, et à trois ans d'emprisonnement son compatriote Sergio Antonio Cabrera Leon, 53 ans, pour le même chef d'accusation.
- Israël, Jérusalem : le gouvernement israélien réuni en conseil des ministres a approuvé la libération de 400 prisonniers palestiniens supplémentaires, mesure attendue dans le cadre de la trêve conclue en février avec le président de l'Autorité palestinienne Mahmoud Abbas. Les ministres ont voté par 18 voix contre 3 pour approuver cette mesure, qui selon le Premier ministre Ariel Sharon doit renforcer Mahmoud Abbas et les forces modérées de l'Autorité palestinienne.

### Lundi30 mai 2005
- France, Paris, politique : au lendemain du rejet massif par les Français de la Constitution européenne, Jacques Chirac a amorcé d'intenses tractations diplomatiques avec ses partenaires européens dans la perspective du Conseil des 16 et 17 juin. Il fera part de ses décisions concernant l'avenir du gouvernement demain soir dans une déclaration radio-télévisée. Tout au long de la journée, il a reçu à l'Élysée le Premier ministre Jean-Pierre Raffarin, le président de l'UMP Nicolas Sarkozy, le président de l'UDF François Bayrou, le ministre de l'Intérieur Dominique de Villepin, celui de la Défense Michèle Alliot-Marie, celui de la Santé Philippe Douste-Blazy, celui de la Cohésion sociale Jean-Louis Borloo, mais aussi le président de l'Assemblée nationale Jean-Louis Debré et celui du Sénat Christian Poncelet. Six personnalités sont en quête de Matignon, Dominique de Villepin, ministre de l'Intérieur, de la Sécurité intérieure et des Libertés locales, Michèle Alliot-Marie, ministre de la Défense, Nicolas Sarkozy, président de l'UMP, Jean-Louis Borloo, ministre de l'Emploi, du Travail et de la Cohésion sociale, Philippe Douste-Blazy, ministre des Solidarités, de la Santé et de la Famille et Thierry Breton, ministre de l’Économie, des Finances et de l'Industrie.
- Pays-Bas, Constitution européenne : le « non » français a encore affaibli le camp du « oui » et le « non » devrait l'emporter avec 59 % lors du référendum de mercredi, selon un sondage réalisé par l'institut Maurice de Hond pour la télévision publique NOS.
- Japon : mort de l'ancienne star du sumo Futagoyama des suites d'un cancer de la bouche à l'hôpital de Tokyo. Il avait 55 ans.
- Irak : deux kamikazes se sont fait sauter au milieu d'un grand nombre de policiers rassemblés à Hilla, au sud de Bagdad, tuant au moins 20 d'entre eux et en blessant 96 autres.
- Liban, Beyrouth : Saad Hariri le fils du Premier ministre Rafiq Hariri assassiné en février, et ses alliés ont remporté l'ensemble des 19 sièges parlementaires, selon les résultats officiels des législatives.
- Allemagne, Berlin : le président israélien Moshe Katsav a entamé une visite de trois jours en Allemagne pour marquer 40 ans de relations diplomatiques entre les deux pays. Il a été accueilli avec les honneurs militaires par son homologue allemand Horst Köhler après son arrivée à l'aéroport de Tegel.
- France, Grenoble : les agents de l'Office national de la chasse et de la faune sauvage (ONCFS) mobilisés depuis une semaine pour tenter d'abattre un loup suspecté de plusieurs attaques de génisses dans l'Isère ont suspendu leur traque.
- France, Marignane : une fusillade a éclaté dans un bar faisant 1 mort et 9 blessés dont cinq grièvement. L'hypothèse du règlement de comptes est privilégiée par les enquêteurs.

### Mardi31 mai 2005
- France : démission de Jean-Pierre Raffarin. Dominique de Villepin est nommé Premier ministre. La passation des pouvoirs a eu lieu à 16 heures à l'hôtel Matignon. La rumeur donne les postes suivants dans le nouveau gouvernement que doit former Dominique de Villepin (liste incomplète) : Nicolas Sarkozy, Intérieur; François Fillon, Justice; Philippe Douste-Blazy, Affaires étrangères; François Baroin, Éducation nationale; Philippe Bas, Santé; Renaud Donnedieu de Vabres, Culture; Michèle Alliot-Marie, Défense. La composition du gouvernement Dominique de Villepin sera connue demain ou jeudi.
- Géorgie : un minibus transportant des personnes qui se rendaient à des funérailles a quitté une route de montagne, dans la région de Mestiyski à environ 130 km au nord-est de Tbilissi, la capitale, faisant onze morts. La cause de l'accident n'était pas encore déterminée.
- Indonésie : un séisme d'une magnitude de 5,6 frappe la province indonésienne d'Aceh et provoque une panique chez les habitants qui ont fui leur maison et tous les bâtiments. Dans la capitale de la province, Banda Aceh, des dizaines de personnes ont fui un hôtel de cinq étoiles. La secousse d'une dizaine de secondes n'a apparemment causé aucun dommage dans la ville.
- États-Unis : dans un entretien de W. Mark Felt pour le magazine Vanity Fair, ce dernier révèle qu'il était l'informateur secret (surnommé Gorge profonde) du journaliste Bob Woodward. Ce dernier, avec les informations de Felt (alors directeur adjoint du FBI, permit de révéler le Scandale du Watergate qui mena à la démission du Président des États-Unis Richard Nixon. Bob Woodward confirme l'identité de Gorge profonde le jour même.
- Canada : Natalie Glebova, 23 ans, a été élue Miss Univers 2005 à l'issue de la finale du concours organisé à Bangkok et retransmise dans plus de 170 pays. La jeune femme brune aux yeux bleus est née en Russie et avait émigré à Toronto.
- Haïti : au cours de cette journée, des inconnus armés, agissant dans le cadre de l'"Opération Bagdad" (lancée par l'ex-Président Aristide depuis son exil en Afrique du Sud le 30 septembre 2004) pour peser sur la réunion du Conseil de Sécurité des Nations unies le même jour à New York (qui devait se prononcer sur le renouvellement du mandat de la Mission de stabilisation en Haïti (MINISTAH) créée un an plus tôt (résolution 1542)), ont ouvert le feu dans le centre de la capitale Port-au-Prince, mettant le feu à un vieux marché et faisant au moins onze morts. Au même moment, sans que l'on sache si un lien existe entre les deux événements, le consul honoraire français au Cap-Haïtien était grièvement blessé par balles au volant de sa voiture près de l'aéroport de Port-au-Prince. Âgé de 52 ans, père de deux enfants Henri Paul Mourral, atteint de plusieurs projectiles à l'abdomen est décédé dans la soirée de ses blessures a annoncé l'ambassade de France.